# Max Johnston
Max Johnston (Middlesbrough, 26 dicembre 2003) è un calciatore scozzese con cittadinanza inglese, difensore dello Sturm Graz.

## Biografia
È figlio dell'ex calciatore della Nazionale scozzese Allan Johnston.

## Carriera

### Club
Nato a Middlesbrough mentre il padre giocava per il club locale, Johnston è cresciuto nel settore giovanile del Motherwell, con cui con ha debuttato nel calcio professionistico il 13 febbraio 2021 nell'incontro di Scottish Premiership perso 1-4 contro l'Hamilton Academical.
Il 1º settembre 2021 è stato prestato al Queen of the South, in Scottish Championship, squadra ai tempi allenata dal padre. Il 6 novembre ha segnato il suo primo gol nel pareggio per 1-1 contro il Raith Rovers. La stagione successiva è stato prestato al Cove Rangers, ma nel mercato invernale è stato richiamato anticipatamente. Al termine della stagione ha vinto il premio di miglior giovane del campionato.
Il 25 luglio 2023 è stato acquistato a titolo definitivo dallo Sturm Graz.

### Nazionale
Dopo avere giocato nelle nazionali giovanili scozzesi Under-16, Under-19 ed Under-21, nell'ottobre 2023 ha ricevuto la sua prima convocazione dalla nazionale maggiore.
Il 20 marzo 2025 ha esordito con la massima selezione scozzese nel successo esterno per 0-1 in Nations League contro la Grecia.

## Statistiche

### Presenze e reti nei club
Statistiche aggiornate al 9 dicembre 2023.
| Stagione        | Squadra            | Campionato      | Campionato | Campionato | Coppe nazionali | Coppe nazionali | Coppe nazionali | Coppe continentali | Coppe continentali | Coppe continentali | Altre coppe | Altre coppe | Altre coppe | Totale | Totale | Totale |
| Stagione        | Squadra            | Comp            | Pres       | Reti       | Comp            | Pres            | Reti            | Comp               | Pres               | Reti               | Comp        | Pres        | Reti        | Pres   | Reti   |        |
| --------------- | ------------------ | --------------- | ---------- | ---------- | --------------- | --------------- | --------------- | ------------------ | ------------------ | ------------------ | ----------- | ----------- | ----------- | ------ | ------ | ------ |
| 2020-2021       | Motherwell         | SP              | 2          | 0          | CS+CdL          | 0               | 0               |                    | -                  | -                  |             | -           | -           | 2      | 0      |        |
| 2021-2022       | Queen of the South | 1D              | 25         | 2          | CS+CdL+CC       | 2+0+4           | 0               |                    | -                  | -                  |             | -           | -           | 31     | 2      |        |
| 2022-gen. 2023  | Cove Rangers       | 1D              | 11         | 0          | CS+CdL+CC       | 0+0+1           | 0               |                    | -                  | -                  |             | -           | -           | 12     | 0      |        |
| gen.-giu. 2023  | Motherwell         | SP              | 17         | 3          | CS+CdL          | 2+0             | 0               |                    | -                  | -                  |             | -           | -           | 19     | 3      |        |
| 2023-2024       | Sturm Graz II      | 2L              | 7          | 0          |                 | -               | -               |                    | -                  | -                  |             | -           | -           | 7      | 0      |        |
| 2023-2024       | Sturm Graz         | BL              | 6          | 0          | CA              | 1               | 0               | UCL+UEL            | 1+2                | 0                  |             | -           | -           | 10     | 0      |        |
| Totale carriera | Totale carriera    | Totale carriera | 68         | 5          |                 | 10              | 0               |                    | 3                  | 0                  |             | -           | -           | 81     | 10     |        |

### Cronologia presenze e reti in nazionale
| Cronologia completa delle presenze e delle reti in nazionale ― Scozia | Cronologia completa delle presenze e delle reti in nazionale ― Scozia | Cronologia completa delle presenze e delle reti in nazionale ― Scozia | Cronologia completa delle presenze e delle reti in nazionale ― Scozia | Cronologia completa delle presenze e delle reti in nazionale ― Scozia | Cronologia completa delle presenze e delle reti in nazionale ― Scozia | Cronologia completa delle presenze e delle reti in nazionale ― Scozia | Cronologia completa delle presenze e delle reti in nazionale ― Scozia |
| Data                                                                  | Città                                                                 | In casa                                                               | Risultato                                                             | Ospiti                                                                | Competizione                                                          | Reti                                                                  | Note                                                                  |
| --------------------------------------------------------------------- | --------------------------------------------------------------------- | --------------------------------------------------------------------- | --------------------------------------------------------------------- | --------------------------------------------------------------------- | --------------------------------------------------------------------- | --------------------------------------------------------------------- | --------------------------------------------------------------------- |
| 20-3-2025                                                             | Il Pireo                                                              | Grecia                                                                | 0 – 1                                                                 | Scozia                                                                | UEFA Nations League 2024-2025 - Play-off                              | -                                                                     | 90+4’                                                                 |
| 6-6-2025                                                              | Glasgow                                                               | Scozia                                                                | 1 – 3                                                                 | Islanda                                                               | Amichevole                                                            | -                                                                     | 79’                                                                   |
| Totale                                                                |                                                                       | Presenze                                                              | 2                                                                     |                                                                       | Reti                                                                  | 0                                                                     |                                                                       |

## Palmarès

### Club

#### Competizioni nazionali
- Coppa d'Austria: 1

Sturm Graz: 2023-2024
- Campionato austriaco: 2

Sturm Graz: 2023-2024, 2024-2025